# Eckart Berkes
Eckart Berkes (República Federal Alemana, 9 de febrero de 1949-24 de septiembre de 2014) es un atleta alemán retirado especializado en la prueba de 60 m vallas, en la que consiguió ser campeón europeo en pista cubierta en 1971.

## Carrera deportiva
En el Campeonato Europeo de Atletismo en Pista Cubierta de 1971 ganó la medalla de oro en los 60 m vallas, llegando a meta en un tiempo de 7.8 segundos, por delante del soviético Aleksandr Demus y del italiano Sergio Liani  (bronce con 7.9 segundos).